# 萨阿比尔一号
萨阿比尔一号，是阿联酋迪拜的一座摩天大樓，高301公尺、68層樓，於2016年動工、2023年完工，為迪拜前四十高樓。